# نیدرنویکیرخن
نیدرنویکیرخن (به آلمانی: Niederneukirchen) یک سکونتگاه مسکونی و شهرک در اتریش است که در لینز لاند واقع شده‌است.

## خصوصیات
نیدرنویکیرخن ۲۱ کیلومترمربع مساحت دارد ۳۳۶ متر بالاتر از سطح دریا واقع شده‌است.